# The Walking Dead (Fernsehserie)/Staffel 6
Die sechste Staffel der US-amerikanischen Fernsehserie The Walking Dead war vom 11. Oktober 2015 bis zum 3. April 2016 beim US-amerikanischen Kabelsender AMC zu sehen. Die deutschsprachige Erstausstrahlung sendete der Pay-TV-Sender FOX vom 12. Oktober 2015 bis zum 4. April 2016.

## Besetzung
Die sechste Staffel hat 18 Hauptdarsteller, von denen Lennie James, Ross Marquand, Alexandra Breckenridge, Tovah Feldshuh und Austin Nichols neu sind. James ist der einzige von den fünf, der im Intro aufgeführt wird, während die anderen vier unter „Also Starring“ gelistet werden. Des Weiteren wird Martin-Green auch im Intro aufgeführt. Emily Kinney und Chad L. Coleman werden hingegen nicht mehr im Intro aufgeführt, aufgrund ihrer Charaktertode in der vorherigen Staffel. Auch Andrew J. West und Lawrence Gilliard Jr. werden nicht mehr als Hauptdarsteller gelistet, aufgrund ihrer Charaktertode.

### Hauptdarsteller
- Andrew Lincoln als Rick Grimes
- Norman Reedus als Daryl Dixon
- Steven Yeun als Glenn Rhee
- Lauren Cohan als Maggie Greene
- Chandler Riggs als Carl Grimes
- Danai Gurira als Michonne
- Melissa McBride als Carol Peletier
- Michael Cudlitz als Abraham Ford
- Lennie James als Morgan Jones
- Sonequa Martin-Green als Sasha Williams
- Josh McDermitt als Eugene Porter
- Christian Serratos als Rosita Espinosa
- Alanna Masterson als Tara Chambler
- Seth Gilliam als Gabriel Stokes
- Alexandra Breckenridge als Jessie Anderson
- Ross Marquand als Aaron
- Austin Nichols als Spencer Monroe
- Tovah Feldshuh als Deanna Monroe

### Nebenbesetzung
- Merritt Wever als Denise Cloyd
- Corey Hawkins als Heath
- Tom Payne als Paul „Jesus“ Rovia
- Christine Evangelista als Sherry
- Austin Amelio als Dwight
- Jason Douglas als Tobin
- Michael Traynor als Nicholas
- Kernig Green als Scott
- Jordan Woods-Robinson als Eric Raleigh
- Major Dodson als Sam Anderson
- Katelyn Nacon als Enid
- Austin Abrams als Ron Anderson
- Ann Mahoney als Olivia
- John Carroll Lynch als Eastman
- Alicia Witt als Paula
- Jill Jane Clements als Molly
- Xander Berkeley als Gregory
- Benedict Samuel als Owen
- Steven Ogg als Simon

### Gastdarsteller
- Jeffrey Dean Morgan als Negan Smith

## Handlung
Nachdem Morgan in Alexandria eingetroffen ist, wird er von Rick zunächst in einem Haus, das über eine verschließbare Gittertür verfügt, einquartiert. Morgan, der in Rick anfangs immer noch den gutmütigen Mann sieht, den er einst kennengelernt hat, muss mit der Zeit erkennen, dass dieser sich doch sehr stark verändert hat. Dies sorgt im Verlauf der Staffel wiederholt für Meinungsverschiedenheiten zwischen den beiden über den Umgang mit Außenstehenden sowie bei Morgan für Frust über Ricks allgemeines Verhalten gegenüber seinen Mitmenschen.
Zu Beginn der Staffel wird in der Nähe von Alexandria ein riesiger Steinbruch entdeckt, in dem Hunderte Beißer gefangen sind, die eine Bedrohung für die Gemeinschaft darstellen. Rick besteht darauf, die Beißer in einer waghalsigen Aktion kontrolliert aus der Gegend fort zu führen, bevor es diesen gelingt, zu entkommen und Alexandria zu überrennen. Noch während der Vorbereitungen ist die Gruppe gezwungen, den Plan vorzeitig durchzuführen, als ein LKW, der den Beißern den Ausweg aus dem Steinbruch versperrt hatte, abstürzt und den Weg freigibt. Zunächst läuft alles wie geplant und Abraham, Sasha und Daryl gelingt es, die Herde langsam fort zu führen. Währenddessen erlebt Alexandria jedoch einen Überraschungsangriff einer brutalen Bande, die sich „Wölfe“ nennt, bei dem einige der Bewohner grausam ermordet und ihre Häuser geplündert werden. Das Dauerhupen eines Lastwagens, den die Wölfe gegen Alexandrias Mauer fahren, ist so laut, dass es vom hinteren Teil der geführten Herde bemerkt wird und diesen vom vorgesehenen Weg abgelenkt. Ricks Team muss sich daraufhin vor der Herde fliehend trennen. Morgan trifft als erster wieder in Alexandria ein und hilft Carol, Maggie, Aaron und Rosita dabei, den Angriff zu beenden. Er weigert sich jedoch, die Angreifer zu töten und lässt sogar fünf von ihnen unversehrt entkommen. Von Michonnes und Glenns Gruppe kehren – nach diversen Verlusten – nur Michonne, Heath und Scott nach Alexandria zurück. Rick kann sich, zwischenzeitlich von den fünf Wölfen angegriffen, mit letzter Kraft nach Alexandria retten. Die abgelenkte Herde sammelt sich daraufhin an Alexandrias Mauer.
Nachdem Abraham, Sasha und Daryl den vorderen Teil der Herde weggeführt haben, geraten sie fernab von Alexandria an eine Gruppe unbekannter Männer, die sie unvermittelt angreift. Dadurch werden die drei getrennt; Abraham und Sasha finden eine sichere Zuflucht in einem leerstehenden Gebäude, wo sie auf Daryls Rückkehr warten, während dieser in ein nahegelegenes Waldstück geflohen ist. Dort trifft er auf einen Mann namens Dwight und dessen beiden weiblichen Begleiterinnen, die behaupten, von denselben Männern verfolgt zu werden. Nachdem eine der Frauen von Beißern getötet wird, erwägt Daryl, Dwight und Sherry als Bewohner für Alexandria zu rekrutieren. Doch die beiden stehlen bei der nächsten Gelegenheit Daryls Armbrust und entkommen auf seinem Motorrad. Kurz darauf findet Daryl einen Tanklaster, mit dem er Abraham und Sasha in ihrem Versteck abholt. Auf der Rückfahrt geraten die drei in eine Straßenblockade durch eine Bikergang, die von ihnen die Herausgabe all ihrer Wertgegenstände verlangt und damit droht, Abraham oder Sasha zu erschießen. Daryl tötet die Männer mit einer RPG, die Abraham kurz zuvor erbeutet hat.
Daneben erfährt der Zuschauer, dass Maggie von Glenn schwanger ist. Dessen Schicksal bleibt für einige Folgen ungewiss, nachdem er und Nicholas von der Beißerherde eingekreist werden und letzterer Selbstmord begeht. Glenn gelingt es jedoch, sich unter einen Müllcontainer zu retten und dort so lange zu verharren, bis die Herde weitergezogen ist. Beinahe zeitgleich mit seiner Rückkehr stürzt der Turm der vorgebauten Kirche gegen den Mauerteil dahinter: Alexandria wird von Beißern überrannt, wobei weitere Bewohner ihr Leben lassen müssen, darunter Deanna, Jessie und ihre beiden Söhne. Nachdem Carl durch einen Schuss ins rechte Auge lebensbedrohlich verletzt wird, stellt sich Rick wutentbrannt allein dem Kampf gegen die Beißer. Binnen kurzer Zeit wird er von den meisten überlebenden Bewohnern Alexandrias unterstützt. So gelingt es ihnen mit vereinten Kräften, eine beträchtliche Anzahl von Beißern zu töten. Abraham, Daryl und Sasha kehren gerade noch rechtzeitig nach Alexandria zurück, um ihren Freunden dabei zu helfen, die eingedrungene Herde vollends zu vernichten. Carl überlebt seine Verletzung, verliert jedoch sein rechtes Auge. Rick fasst wegen dieser Ereignisse den Entschluss, gemeinsam mit seinen Freunden, zu denen er nun auch die übrigen Alexandrianer zählt, eine bessere, neue Welt für seine Kinder zu schaffen.
Auf einem Besorgungstrip lernen Rick und Daryl einen Mann namens Jesus kennen. Nach einem Wettstreit um einen mit Gütern vollgeladenen Lastwagen nehmen Daryl und Rick Jesus gefangen und bringen ihn nach Alexandria. Jesus ist Teil einer Gemeinschaft, die Alexandria sehr ähnlich ist und Hilltop genannt wird. Da in Alexandria akute Lebensmittelknappheit herrscht, in Hilltop aber dafür die Munition vor Monaten schon ausgegangen ist, begleiten Rick und einige seiner Freunde Jesus nach Hilltop, mit dem Ziel, ein Tauschgeschäft mit dessen Anführer Gregory auszuhandeln. In Hilltop angekommen, erfährt Ricks Gruppe, dass die Gemeinschaft von einer ruchlosen Männerbande terrorisiert wird, deren Anführer ein ominöser Mann namens Negan sei. Ein Name, auf den sich bereits die Bikergang berief, die sich kürzlich Daryl, Abraham und Sasha in den Weg stellte. Die Hilltop-Bewohner müssen Negans Leuten regelmäßig die Hälfte ihrer Güter abgeben, um nicht von diesen umgebracht zu werden. Da Gregory sein ursprüngliches Tauschangebot nicht annehmen möchte, beschließt Rick, Hilltop anzubieten, sie von der Bedrohung durch Negan zu befreien, um dafür Lebensmittel und andere in Alexandria benötigten Güter zu erhalten. Maggie handelt daraufhin den Deal mit Gregory aus; Ricks Gruppe erhält die gewünschten Güter und kehrt nach Alexandria zurück. Nachdem ein Hilltop-Bewohner sie zu Negans angeblicher Basis geführt hat, überfällt die Gruppe um Rick diese und tötet die meisten der Männer im Schlaf. Währenddessen werden Maggie und Carol von Negans Leuten außerhalb des Komplexes gefangen genommen und entführt. Es gelingt ihnen später, zu entkommen, indem sie ihre Entführer sowie deren eintreffende Verstärkung töten. In dem Glauben, Negans Gang ausgeschaltet zu haben, kehren die Überlebenden in ihre jeweiligen Gemeinschaften zurück.
Carol, die Morgans Sicht auf das Töten von Menschen, auch derer, die eine Bedrohung für ihn und andere darstellen, zunächst stark verabscheut, beginnt über ihr eigenes Handeln Selbstzweifel zu entwickeln. Sie sieht sich bald selbst außerstande, andere Menschen zu töten und erleidet in dem Zusammenhang mehrere Nervenzusammenbrüche. Dies führt zu ihrem Entschluss, Alexandria zu verlassen, weil sie sich als Teil der Gemeinschaft dazu verpflichtet fühlt, für deren und ihr eigenes Überleben fortwährend töten zu müssen. Sie trifft auf eine weitere Gruppe von Negans Männern, die eigener Aussage zufolge gerade auf dem Weg nach Alexandria sind, um sich gewaltsam Zutritt zu verschaffen. Carol ist abermals gezwungen zu töten, da die Männer sich trotz ihres eindringlichen Flehens nicht zur Umkehr überreden lassen. Dabei wird sie selbst verletzt und flieht, ohne zu bemerken, dass einer ihrer Angreifer noch lebt und ihre Verfolgung aufnimmt. Auch Rick und Morgan sind auf der Suche nach Carol, trennen sich aber auf halbem Weg, nachdem Morgan darauf besteht, sie allein aufspüren zu wollen. Er rettet Carol, die von ihrem Verfolger inzwischen mit zwei Schüssen verletzt wurde, indem er den Mann erschießt. Zwei unbekannte Männer tauchen auf und bieten Morgan und der verletzten Carol ihre Hilfe an.
In Alexandria verlässt Daryl die Gemeinschaft, um Dwight und dessen Freunde zu finden, die ihm, Rosita und Denise auf einem Besorgungstrip aufgelauert und letztere getötet haben. Als Michonne, Glenn und Rosita ihm folgen, geraten die vier in Dwights Gefangenschaft. Derweil erleidet Maggie starke Unterleibsbeschwerden. Da sich ihr Gesundheitszustand rapide verschlechtert, beschließt Rick, sie gemeinsam mit Carl, Abraham, Sasha, Aaron und Eugene zum Arzt nach Hilltop zu fahren. Dabei geraten sie in diverse Straßensperren durch Negans Männer, deren Zahl kontinuierlich steigt, und sie immer wieder dazu zwingt, nach Ausweichrouten zu suchen, weil Rick eine gewaltsame Auseinandersetzung vermeiden will. Als es kein Durchkommen mehr über die Straßen gibt, macht sich die Gruppe zu Fuß auf den Weg, wo sie kurze Zeit später von Dutzenden Männern eingekreist werden. Ricks Gruppe wird, zusammen mit den von Dwight gefangen genommenen Daryl, Michonne, Rosita und Glenn, aufgefordert, sich in einer Reihe hinzuknieen. Der Anführer der Männer, Negan, stellt sich daraufhin vor und spricht Rick seine Verärgerung darüber aus, dass dieser zwischenzeitlich Dutzende seiner Männer getötet habe und kündigt an, dies nicht ungestraft zu lassen. Zuvor erklärt er ihnen seine Regeln, denen sie ab sofort zu folgen haben. Sie müssen für Negan arbeiten, wenn sie nicht sterben wollen. Daraufhin stellt Negan seinen Gefangenen Lucille vor – einen mit Stacheldraht umwickelten Baseballschläger, mit dem er nun ein Exempel statuieren wolle, um einerseits seine ermordeten Männer zu rächen und andererseits Rick die Ernsthaftigkeit seiner Aussagen zu verdeutlichen. Anschließend beginnt Negan mithilfe eines Abzählreimes damit, sich sein Opfer unter Ricks Leuten auszusuchen. Am Ende des Reimes bleibt dem Zuschauer jedoch verborgen, wen Negan letztlich ausgesucht hat, da die Kameraperspektive in die Sicht seines Opfers wechselt. Negan schlägt daraufhin mit Lucille auf sein Opfer ein.

## Episoden
| Nr. (ges.) | Nr. (St.) | Deutscher Titel          | Originaltitel      | Erstausstrahlung USA | Deutschsprachige Erstausstrahlung (D) | Regie                 | Drehbuch                          | Zuschauer (USA) | Quoten (DE, FOX) |
| --- | --------- | ------------------------ | ------------------ | -------------------- | ------------------------------------- | --------------------- | --------------------------------- | --------------- | ---------------- |
| 68 | 1         | Herdentrieb              | First Time Again   | 11. Okt. 2015        | 12. Okt. 2015                         | Greg Nicotero         | Scott M. Gimple & Matt Negrete    | 14,63 Mio.      | 0,40 Mio.        |
| Die Bewohner Alexandrias haben in der Nähe einen Steinbruch entdeckt, in dem Hunderte Beißer festsitzen und ständig weitere durch den Lärm der bereits dort gefangenen Beißer angelockt werden. Mehrere LKWs versperren die Wege aus dem Steinbruch, jedoch droht einer der LKWs von einer Klippe zu stürzen, was der Herde den Weg öffnen könnte, der sie nach Alexandria führen würde. Rick, Glenn, Daryl, Michonne, Sasha, Abraham und weitere Bewohner Alexandrias wollen deswegen versuchen, die Beißer aus dem Steinbruch weg von Alexandria zu locken. Durch Zäune, Barrieren aus Autos und Daryls Motorrad als „akustischem Köder“ soll die Herde mindestens 20 Meilen weit weggeführt werden. Die Gruppe wird jedoch gezwungen, den Plan früher als geplant und ohne ihn ganz durchgesprochen zu haben auszuführen, als der LKW früher als erwartet tatsächlich von der Klippe stürzt. In schwarzweiß gehaltenen Rückblenden werden einige Ereignisse thematisiert: die Entdeckung der Herde im Steinbruch, die Entstehung und Vorbereitung von Ricks Plan, aber auch die Zweifel einiger Beteiligter daran. Carter wird von Rick, Daryl und Morgan dabei erwischt, wie er versucht, einige der Bewohner davon zu überzeugen, dass Rick nicht vertrauenswürdig sei und man sich seiner entledigen müsse. Zunächst sieht es so aus, als würde Rick Carter erschießen. Doch stattdessen gelingt es Rick, Carter von einer Zusammenarbeit zu überzeugen. Gleichzeitig versuchen Morgan und Rick einander neu kennenzulernen. Trotz Ricks inzwischen erworbenem rigorosem Umgang mit seinen Mitmenschen, meint Morgan in ihm immer noch den gutmütigen Mann wiederzuerkennen, den er ursprünglich kennengelernt hat. Rick gibt daraufhin zu, dass er Carter zuerst tatsächlich töten wollte, weil es leichter wäre, ohne Menschen wie Carter zu überleben. Allerdings habe Rick begriffen, dass es der Mühe nicht wert wäre, da Menschen wie Carter in der Welt der Beißer sowieso durch ihre eigenen Fehler sterben würden. In der Gegenwart scheint der Plan trotz des überstürzten Beginns gut zu funktionieren. Allerdings wird Carter von einem Streuner gebissen und schließlich von Rick getötet, da er durch seine Schmerzensschreie die Herde von der Straße wegzulocken droht. Am Ende der Folge ertönt unerwartet ein lautes Geräusch eines Horns aus Alexandrias Richtung, welches den hinteren Teil der Herde von der Straße ablenkt. |           |                          |                    |                      |                                       |                       |                                   |                 |                  |
| 69 | 2         | Kämpfer                  | JSS                | 18. Okt. 2015        | 19. Okt. 2015                         | Jennifer Lynch        | Seth Hoffman                      | 12,18 Mio.      | 0,43 Mio.        |
| JSS konzentriert sich auf die Geschehnisse in Alexandria während Rick und seine Gruppe mit ihrem zwangsweise vorgezogenen Plan, die Beißer aus dem Steinbruch wegzulocken, beschäftigt sind. Daneben wird mittels einer langen Rückblende die Vorgeschichte des Mädchens Enid, das seit wenigen Monaten in Alexandria lebt, erzählt. Demnach war sie zuvor mit ihren Eltern unterwegs. Bei dem Versuch, ein Fahrzeug kurzzuschließen, wurde die Gruppe von Beißern angegriffen und Enid musste dabei zusehen, wie ihre Eltern ihnen zum Opfer fielen. Diese Erfahrung hinterließ das Mädchen schwer traumatisiert. Sie wanderte tagelang allein durch die Wälder, bis sie auf die Mauern von Alexandria stieß. Nach anfänglichem Zögern, entschloss sie sich ihrem Überlebensmotto folgend (Just Survive Somehow, kurz JSS) dazu, es in Alexandria zu versuchen. In der Gegenwart wird die Stadt unvermittelt von einer Gruppe gewalttätiger Menschen angegriffen, den Wölfen (engl. wolves), die mit einem LKW die Mauer beschädigen, wahllos zahlreiche Bewohner von Alexandria grausam und brutal abschlachten und deren Häuser plündern. Die wenigen verbliebenen, an der Waffe geübten Bewohner, darunter Maggie, Aaron und Rosita, kümmern sich zunächst um die Verletzten und nehmen die Verteidigung der Stadt auf. Deanna versteckt sich derweil in der Fahrerkabine des LKWs, den die Wölfe gegen die Mauer fuhren und von dem das Geräusch am Ende der vorherigen Folge stammt. Der von Rick zurückgeschickte Morgan stellt das Horn des LKWs aus und schließt sich dem Kampf gegen die Wölfe an. Jessie wird in ihrem Haus von einer Frau angegriffen, kann sich aber erfolgreich verteidigen. Carl verschanzt sich gemeinsam mit Judith und Enid in seinem Haus, während Carol die Initiative ergreift, ins Waffenlager von Alexandria gelangt und, als Wolf verkleidet, zahlreiche der Angreifer tötet. Dabei gerät sie mit Morgan aufgrund seiner Philosophie, nach der jedes Leben wertvoll sei und er deshalb nicht tötet, aneinander. Die letzten fünf überlebenden Wölfe lässt Morgan entkommen. Enid teilt Carl ihre Absicht mit, aus Alexandria fortgehen zu wollen und ist nach beendetem Angriff der Wölfe verschwunden. Carol scheint von den Ereignissen überwältigt zu sein und bricht in Tränen aus, als sie allein auf der Veranda ihres Hauses sitzt. Als Morgan ein offenstehendes Haus inspiziert, wird er von einem weiteren überlebenden Wolf angegriffen, dem er bereits zuvor (Staffel 5) begegnet ist. Die letzte Szene der Folge lässt zur Spekulation offen, ob Morgan schließlich doch gegen seine eigene Regel verstößt und den Wolf tötet, oder nicht. |           |                          |                    |                      |                                       |                       |                                   |                 |                  |
| 70 | 3         | Danke                    | Thank You          | 25. Okt. 2015        | 26. Okt. 2015                         | Michael Slovis        | Angela Kang                       | 13,14 Mio.      | 0,38 Mio.        |
| Aufgrund des Horngeräuschs des LKWs schlägt Ricks Plan, die Herde von Alexandria wegzuführen, zum Teil fehl und die Gruppe ist zur Flucht vor dem abgelenkten Teil der Herde, das nun eigene Wege eingeschlagen hat, gezwungen. Daryl, Abraham und Sasha führen mit ihren Fahrzeugen den vorderen Teil der Beißerherde weiterhin plangemäß weg von Alexandria. Rick weist Michonne und Glenn dazu an, die unter ihnen befindlichen Alexandrianer, darunter Nicholas, Heath und Scott zurück nach Alexandria zu bringen. Rick bricht allein zu einem in der Nähe abgestellten Wohnwagen auf, in der Hoffnung, mit dessen Hilfe die abgelenkte Herde wieder eintreiben und ebenfalls aus der Gegend wegführen zu können. Die Teilgruppen bleiben über Walkie-Talkies im Kontakt, wobei Tobins Gruppe bereits keine Rückmeldung mehr gibt. Michonne und Glenns Gruppe erreicht bereits unter Verlusten diverser Mitglieder eine verlassene Ortschaft nahe Alexandria, wo sie zunächst in einem Laden Unterschlupf suchen, um die Verletzten notzuversorgen und ihren weiteren Fluchtplan auszuarbeiten. Dabei spricht Heath, der zuvor mitbekommen hat, wie Rick Michonne und Glenn dazu anwies, notfalls diejenigen, die sie am Fortkommen hindern, zurückzulassen, sein Misstrauen ihnen gegenüber aus. Michonne macht ihm daraufhin deutlich klar, dass sie alle zu einer Gemeinschaft gehören und, ungeachtet Ricks Aussage, niemand zurückgelassen werde. Glenn und Nicholas beschließen, ein Gebäude im Ort zur Ablenkung der Beißer anzuzünden, um so zu entkommen. Der Plan schlägt fehl, weil sie dieses bereits abgebrannt vorfinden und von der eingetroffenen Beißerherde fliehen müssen. Dabei geraten sie in eine Sackgasse und retten sich, eingekreist von Hunderten Beißern, auf einen Müllcontainer. Während die Beißer unaufhörlich von allen Seiten nach ihnen schnappen, verliert Nicholas schließlich die Nerven und schießt sich mit einer letzten Kugel in den Kopf. Sein Leichnam reißt Glenn im Fall mit in die Tiefe und begräbt dessen Körper teilweise unter sich. Die letzte Szene zeigt nicht eindeutig, auf welchen Körper sich die Beißer anschließend stürzen, um diesen zu verspeisen. Unterdessen erreicht Rick mit letzter Kraft das Wohnmobil, welches er in die Nähe von Alexandria fährt. Als er kurz stehen bleibt, um seine Freunde nach dem aktuellen Stand ihrer Aufträge zu fragen, kann er nur Daryl, Sasha und Abraham über Funk erreichen. Die von Morgan in Alexandria verschonten Wölfe treffen am Wohnwagen ein und greifen Rick an. Es kommt zu einem Schusswechsel, bei dem Rick alle seine Angreifer tötet. Die Folge endet damit, wie die Beißer aus den Wäldern auf die Straße strömen und es Rick jedoch nicht möglich ist, den Motor des Wohnmobils erneut zu starten. |           |                          |                    |                      |                                       |                       |                                   |                 |                  |
| 71 | 4         | Hier ist nicht hier      | Here’s Not Here    | 1. Nov. 2015         | 2. Nov. 2015                          | Stephen Williams      | Scott M. Gimple                   | 13,34 Mio.      | 0,40 Mio.        |
| Nachdem Morgan den Anführer der Wölfe gefangen genommen hat, erzählt er diesem seine Vergangenheit, wodurch der Zuschauer die Ereignisse um Morgan zwischen der 12. Folge der 3. Staffel und der 1. Folge der 5. Staffel erfährt. Morgan verlässt nach seiner letzten Begegnung mit Rick in der 3. Staffel King County und tötet unterwegs jeden und alles, was ihm begegnet. Besonders brutal zeigt er sich gegenüber einem älteren Mann und dessen Sohn, die er ermordet, ohne dass diese ihn bedrohen. Schließlich erreicht er ein Haus, vor dem eine Ziege angebunden ist, die er stehlen will. Eastman, der Bewohner des Hauses, schlägt ihn nieder und sperrt ihn in eine Zelle in seinem Haus. Eastman war früher forensischer Psychiater in einem Gefängnis in Atlanta und beurteilte die Insassen vor deren Entlassung darauf, ob diese erneut eine Straftat begehen würden. Er erzählt Morgan, dass er seine Frau, seine Tochter und seinen Sohn durch einen Ex-Häftling verloren habe, der diese aus Rache an ihm tötete, weil er aufgrund Eastmans Beurteilung nicht frühzeitig aus der Haft freikam. Eastman entführte den Häftling, ließ ihn in der Zelle in seinem Haus verhungern und vergrub ihn auf einem selbst angelegten Friedhof in der Nähe des Hauses. Obwohl Morgan ihn des Öfteren darum bittet, ihn zu töten, schafft es Eastman, neuen Lebenswillen in ihm zu wecken und ihm Aikido beizubringen. Eines Tages wird Morgan von dem zuvor brutal ermordeten jüngeren Mann angegriffen und ist unfähig, sich zu verteidigen. Eastman kann den Zombie töten, wird jedoch dabei gebissen. Auf den Weg zurück zum Haus rettet Morgan ein Paar vor einem Beißer. Daraufhin schenken diese ihm eine Dose Essen und eine Patrone. Morgan erlöst Eastman schließlich auf dessen Wunsch durch eine Pistole; zuvor schenkt ihm Eastman noch seinen Glücksbringer. Alle drei Gegenstände legt er später in der Kirche von Pfarrer Gabriel ab. Am Schluss macht er sich auf den Weg nach Terminus. Nach dem Ende seiner Erzählung erklärt der Anführer der Wölfe Morgan, dass er alle in Alexandria töten werde. Morgan erwägt kurz, ihn umzubringen, verlässt jedoch das Haus und verschließt die Tür. |           |                          |                    |                      |                                       |                       |                                   |                 |                  |
| 72 | 5         | Hier und Jetzt           | Now                | 8. Nov. 2015         | 9. Nov. 2015                          | Avi Youabian          | Corey Reed                        | 12,44 Mio.      | 0,35 Mio.        |
| In Alexandria haben die Aufräumarbeiten nach dem Angriff der Wölfe begonnen. Man erfährt, dass Tobin und seine Gruppe es nach Alexandria zurück geschafft haben, wie auch Michonne, Heath und Scott. Maggie erfährt von Michonne, dass Glenn und Nicholas das vereinbarte Zeichen nicht abgesetzt haben und die Gruppe daher gezwungen war, die beiden vorerst zurückzulassen. Deanna beobachtet derweil entsetzt wie Rick vor einer Beißerherde fliehend auf das Tor zuläuft und schreiend um Einlass bittet. Er kann sich mit letzter Kraft in die Sicherheit Alexandrias retten. Nachdem seine Verletzungen behandelt sind und er über die Ereignisse in der Stadt informiert wurde, wird eine Versammlung abgehalten, bei der Rick noch seine Zuversicht für die Situation ausspricht. Er versichert, dass seine noch verschollenen Freunde bald zurückkehren und die sich versammelnde Beißerherde an Alexandrias Mauern ebenfalls weglocken werden. Bevor die Bewohner die Chance haben, Rick für die katastrophalen Auswirkungen seines Planes zu verurteilen, nimmt Aaron ihn in Schutz und berichtet von dem Fehler mit seinem verlorenen Rucksack, dessen Inhalt die Wölfe nach Alexandria geführt haben muss. Rick weist die Bewohner dazu an, sich so ruhig wie möglich zu verhalten und nachts die Lichter aus zu lassen, um keine weiteren Streuner nach Alexandria zu locken. In ihrer Verzweiflung beschließt Maggie, allein aufzubrechen, um nach Glenn zu suchen. Aaron wittert ihren Plan und besteht darauf, sie zu begleiten. Um an der Beißerherde vorbeizukommen, führt er sie durch einen unterirdischen Tunnel, in dem sie von stark verwesten Beißern angegriffen werden und beinahe ums Leben kommen. Als klar wird, dass der Tunnel nicht lang genug ist, um die Herde zu umgehen, gibt Maggie unter Tränen ihr Vorhaben auf. Dabei offenbart sie, schwanger zu sein, und wird von Aaron getröstet. Einige Bewohner von Alexandria beginnen, sich unkontrolliert an den Vorräten der Stadt zu bedienen, wovon sie durch Deannas Sohn Spencer abgehalten werden. Wenig später findet Deanna Spencer betrunken vor, der selbst einige Lebensmittel aus dem Lager entwendet hat. Es kommt zu einer Auseinandersetzung bei der Spencer seiner Mutter vorwirft, für die Ereignisse, darunter auch die Tode seines Bruders Aiden und Vaters Reg, verantwortlich zu sein, weil sie die Bürger Alexandrias durch ihren Führungsstil auf derartiges nicht vorbereitet habe. Als Deanna am Abend die von Spencer erbeuteten Lebensmittel zurückbringen will, wird sie von einem Beißer (unbemerkt gebliebene Leiche eines Wolfs) angegriffen. Wutentbrannt sticht sie immer wieder mit einer gebrochenen Flasche auf den Zombie ein, ohne sein Gehirn zu beschädigen. Rick kommt ihr zur Hilfe und erklärt, dass sie wieder zur Vernunft kommen müsse, da die Stadt sie jetzt dringend brauche. Daraufhin erwidert Deanna, dass Alexandria ihn mehr brauche als sie. Die Folge endet mit Deanna, die neue Zuversicht und Entschlossenheit gewonnen zu haben scheint: Im Vorbeigehen reizt sie die sich hinter dem Tor tummelnden Beißer durch energisches Schütteln an dem Sichtschutz des Tores. |           |                          |                    |                      |                                       |                       |                                   |                 |                  |
| 73 | 6         | Wer die Wahl hat         | Always Accountable | 15. Nov. 2015        | 16. Nov. 2015                         | Jeffrey F. January    | Heather Bellson                   | 12,87 Mio.      | 0,36 Mio.        |
| Sasha, Abraham und Daryl ist es gelungen, die Hälfte der Herde wegzulenken. Allerdings geraten sie in einen Hinterhalt durch Unbekannte, die unvermittelt das Feuer auf sie eröffnen. Daryl gelingt es, sich vor zwei ihn verfolgenden Autos mit seinem Motorrad im Wald zu verstecken. Sasha und Abraham erschießen die Insassen des ihr Auto verfolgenden Wagens. Sie vermuten, dass der Hinterhalt jemand anderen gegolten hat. Als sich der am Arm blutende Daryl im Wald verarzten will, lauert ihm ein Trio auf und schlägt ihn bewusstlos. Der Mann, Dwight, und die zwei Frauen glauben, dass Daryl zu einer sie verfolgenden Gruppe gehört. Die Drei machen sich mit ihrem Gefangenen auf dem Weg zu einer „Patty“. Als eine der Frauen in Ohnmacht fällt, nutzt Daryl die Gelegenheit zur Flucht, wobei er die Gruppe beraubt. In einiger Entfernung und Sicherheit findet er im Gepäck seiner Entführer neben seiner Waffe auch eine Box mit der Aufschrift Insulin, was ihn dazu bewegt, zurückzukehren und das Medikament gegen deren einzige Waffe einzutauschen. Als Daryl die drei wieder verlassen will, taucht ein Truck im Dickicht auf, aus dem bewaffnete Männer aussteigen und beginnen, den Wald nach Daryls Entführern zu durchforsten. Daryl gibt Dwight seine Waffe wieder und lockt einen der bewaffneten Männer in die Richtung eines Beißers, der diesen in den Arm beißt. Nachdem die Begleiter des Mannes den Arm amputiert haben, bricht die Gruppe die Suche nach Daryls Entführern ab. Währenddessen eignet sich Abraham bei einer Erkundungstour einige Granaten samt dem dazugehörigen Granatwerfer an und kehrt mit weiteren Sachen zu der wartenden Sasha im gemeinsamen Versteck zurück, welches sie zuvor mit Daryls Nachnamen markiert haben. Abraham macht Sasha Avancen. Unterdessen stoßen Daryl und das Trio im Wald auf eine abgebrannte Hütte, in der eine der Frauen von vermeintlich toten Beißern gebissen und getötet wird. Während Daryl mit Dwight die Toten begräbt, entschließt er sich, Dwight und seine Freundin Sherry zu rekrutieren und bietet ihnen an, mit ihm nach Alexandria zu kommen. Als sie bei seinem Motorrad sind, richtet Dwight jedoch erneut seine Waffe auf Daryl, beraubt ihn der Armbrust und fährt mit Sherry auf dem Motorrad davon. Daryl findet schließlich die im Wald versteckte „Patty“, einen Benzintruck einer Pattrick Fuel Company, mit dem er vor Sasha und Abrahams Versteck vorfährt und die beiden abholt. Auf dem Rückweg nach Alexandria meldet sich auf Daryls Ruf hin über Funk eine Stimme, die um Hilfe bittet. |           |                          |                    |                      |                                       |                       |                                   |                 |                  |
| 74 | 7         | Die Wand                 | Heads Up           | 22. Nov. 2015        | 23. Nov. 2015                         | David Boyd            | Channing Powell                   | 13,22 Mio.      | 0,38 Mio.        |
| Rick, Carol und Michonne stellen Morgan wegen seiner Haltung, die fünf Wölfe lebend entkommen zu lassen, zur Rede. Morgan teilt seine Überzeugung mit, dass alles Leben wertvoll ist und Menschen sich ändern können. Gemeinsam mit Michonne schmiedet Rick einen Plan, die Herde von Alexandria wegzulocken, schließt aber die Beteiligung der ursprünglichen Alexandriner aus, was Michonne missbilligt. Rick verstärkt später mit Tobin den beschädigten Teil des Zauns. Rosita trainiert die Alexandriner im Umgang mit der Machete, dabei sieht sich Eugene von Rosita angepflaumt und missverstanden und geht; Rick, später auch Carl, bringen Ron, dessen Vater Pete Rick nur wenige Tage zuvor erschossen hat, den Umgang mit einer Pistole bei. Ron erhält die Waffe ohne Patronen, entwendet später allerdings welche aus der Waffenkammer. Spencer versucht unterdessen, sich mithilfe eines Seils über die Beißer hinweg auf ein Haus außerhalb des Zauns zu hangeln, um dann mit einem Wagen die Beißer wegzulocken, stürzt damit jedoch in die Menge. Während Tara, auf einem Querstreben des Zauns stehend, auf Beißer in seiner Nähe schießt, ziehen Rick, Tobin und Morgan ihn wieder unversehrt über die Mauer zurück. Rick wirft Tara vor, zu viel für „einen von denen“ (den ursprünglichen Alexandrinern) riskiert zu haben. Später entschuldigt er sich bei ihr dafür. Als Deanna auch ihm für die Rettung ihres Sohnes dankt und ihn fragt, warum er es getan habe, sagt sie auf seine Entgegnung, weil er ihr Sohn sei, „falsche Antwort“. Ron verfolgt Carl mit der Pistole, Carol erscheint an Morgans Haustür und fragt, was er versteckt. Nachdem der tote Nicholas auf Glenn und beide in die Beißermenge gestürzt sind, robbt dieser unter den Müllcontainer. Als die Herde weitergezogen ist, kriecht er Stunden später wieder hervor. Von einem der umstehenden Gebäude aus wirft ihm die aus Alexandria geflohene Enid eine Wasserflasche zu und verschwindet. Glenn rennt ihr hinterher und findet sie schließlich. Zunächst will Enid nichts mit ihm zu tun haben und in Ruhe gelassen werden, doch Glenn kann sie nach langem Zureden davon überzeugen, ihn nach Alexandria zurückzubegleiten. Auf dem Weg dorthin finden sie Luftballons und eine Flasche Helium, mit dem sie die Ballons füllen. Kurz vor den Toren der Stadt entdecken Glenn und Enid, dass diese von Beißern umstellt ist. Sie lassen die Ballons aufsteigen. Als diese von innerhalb des Zauns erblickt werden, ruft Maggie „Es ist Glenn!“. In diesem Augenblick stürzt der Turm der einige Meter außerhalb der Mauer stehenden Kirche um und zerstört einen Teil des Zauns. |           |                          |                    |                      |                                       |                       |                                   |                 |                  |
| 75 | 8         | Nicht das Ende           | Start to Finish    | 29. Nov. 2015        | 30. Nov. 2015                         | Michael E. Satrazemis | Matthew Negrete                   | 13,98 Mio.      | 0,39 Mio.        |
| Durch den zerstörten Zaunbereich strömt die Beißerherde nach Alexandria hinein. Rick weist die Bewohner an, sich in ihren Häusern zu verstecken. Gemeinsam mit der verletzten Deanna sowie Carl, Michonne, Gabriel und Ron kämpft Rick sich gegen immer mehr Beißer durch die Stadt. Jessie schießt ihnen den Weg zu ihrem Haus frei, wo sich alle (samt den Kindern Sam und Judith) verschanzen. Carl folgt Ron in den Garagenanbau, Ron schließt die ins Haus führende Türe ab und zieht seine Pistole, um sich an Carl (auf den er auch eifersüchtig wegen Enid ist) und Rick für den Tod seines Vaters zu rächen. Carl stürzt sich auf ihn, die beiden kämpfen, wobei Ron mit einer Schaufel eine Scheibe der in den Garten führenden Tür zerschlägt, durch die sofort Beißer in die Garage gelangen. Rick zerstört das Schloss der ins Haus führenden Tür, die mit einem Sofa verbarrikadiert wird, nachdem die beiden Teenager zurückgelangt sind. Carl deckt Ron, indem er vorgibt, sie hätten mit Beißern statt gegeneinander gekämpft und entwaffnet ihn unmittelbar. Carol flüchtet mit Morgan in dessen Haus, wohin ihm, wie sie in der letzten Folge beobachtet hat, Denise, die neue Ärztin des Ortes, gefolgt ist. Diese soll eine Bauchverletzung des von ihm gefangen genommenen Wolfes versorgen und unterhält sich mit dem Gefesselten vor der Untersuchung. Sie sagt ihm, dass ihn Morgan erst freilassen wird, wenn er nicht mehr tötet. Oben schubst Carol Morgan zur Seite, läuft hinunter ins Erdgeschoss und will den erblickten Wolf mit ihrem Messer töten. Morgan stellt sich dazwischen und knockt sie nach einem Disput und einem Kampf aus, wird aber selbst vom Wolf bewusstlos geschlagen. Denise bittet diesen, sie, Morgan und Carol nicht zu töten. In diesem Moment kommen aus der Garage des Hauses die dorthin geflüchteten Tara, Rosita und Eugene dazu; der Wolf nimmt Denise als Geisel und begibt sich mit ihr und einer Pistole der Dreien nach draußen, um trotz der Beißerherde Alexandria zu verlassen. Maggie hat sich mit letzter Kraft vor den Beißern auf eine der Aussichtsplattformen gerettet. Dort wird sie von Glenn aus der Ferne gesehen. Michonne stellt bei Deanna eine zusätzliche Bisswunde fest. Angesichts ihres Endes übergibt Deanna die Führerschaft über Alexandria an Rick. Da das Haus gegen die Beißer nicht zu halten ist und die anderen es zu verlassen gezwungen sind, bleibt sie allein mit einer Waffe zurück, mit der sie plant, sich zu erschießen. Später schießt sie auf die auf sie zukommenden Beißer das Magazin leer. Ricks Gruppe beschmiert mehrere Bettlaken mit Beißerinnereien und zieht sie als Umhänge an. Händehaltend bewegt sich die Gruppe erfolgreich an den Beißern im Haus vorbei auf die Straße. Dabei beginnt Sam, nach seiner Mutter zu rufen. |           |                          |                    |                      |                                       |                       |                                   |                 |                  |
| 76 | 9         | In der Falle             | No Way Out         | 14. Feb. 2016        | 15. Feb. 2016                         | Greg Nicotero         | Seth Hoffman                      | 13,74 Mio.      | 0,35 Mio.        |
| Daryl, Sasha und Abraham im Tankwagen werden von einer achtköpfigen Bikergang mit Langwaffen gestoppt. Der Wortführer lässt sie aussteigen, ihre Pistolen übergeben und schickt einen von ihnen mit Daryl los, das Fahrzeughintere zu kontrollieren. Der Wortführer verkündet, sie sollen die Gang zu ihrem Aufenthaltsort führen, alles was sie haben, gehöre „Negan“, üblicherweise werde bei einer Begegnung jemand erschossen. Als er sich gerade dazu entscheidet, verwandelt Daryl, der hinterm Fahrzeug das Gangmitglied lautlos ausschalten konnte, mit einer der von Abraham gefundenen Granaten das Bedrohungsszenario in ein Flammeninferno. In der als Beißer getarnten Gruppe entscheidet Rick, Fahrzeuge vom Steinbruch zurückzuholen und die Beißer aus Alexandria wegzulocken. Jessie merkt an, dass es zu riskant wäre, Judith mitzunehmen. Deswegen schlägt Gabriel Rick vor, sich mit Judith in der Kirche zu verstecken, was Rick annimmt. Sam will nicht mit Gabriel gehen, sondern bei seiner Mutter bleiben. Doch kurz danach kommt ihm Carols Drohung (Staffel 5, Episode 14) in den Sinn und er bleibt stehen. Aufgrund seiner zu lauten Antwort an die anderen, die ihn auffordern, weiterzugehen, wird er von Beißern angefallen, ebenfalls die Sams Ende schreiend ansehende Jessie. Rick schlägt Jessies Hand, die immer noch Carls Hand umklammert, mit Axthieben ab, dabei stolpert Carl und verliert seine Pistole. Ron richtet sie auf Rick, Michonne ersticht Ron mit ihrem Katana von hinten. Der Schuss aus der Pistole trifft Carl ins rechte Auge. Der Wolf wartet auf eine Gelegenheit, mit seiner Geisel aus Alexandria zu fliehen. Er wagt es in der Nacht, als sich das Gros der Beißer in Richtung des Schreiens von Jessie bewegt. Das Vorhaben gelingt nicht, der Wolf muss Denise vor einem Beißer retten und wird dabei von einem zweiten in den Arm gebissen. Denise läuft mit ihm zur Krankenstation, um den Arm zu amputieren. Kurz vor dem Ziel wird der Wolf jedoch von Carol angeschossen, die miterlebt, dass der Wolf Beißer umreißt, um Denise zu retten. Diese kann in die Krankenstation flüchten, in der sich außer den Patienten Heath, Aaron und Spencer aufhalten. Rick, Michonne und Carl schlagen sich durch die aufmerksam gewordenen Beißer fast gleichzeitig dorthin durch. Denise beginnt, Carls Verletzung zu versorgen, während Rick verzweifelt zusieht. Als er schließlich zum Fenster hinausblickt und die durch Alexandria wandernden Beißer sieht, steigt die Wut in ihm hoch. Er verlässt die Krankenstation und beginnt, wie ein Berserker mit seiner Axt einen Beißer nach dem anderen zu eliminieren und wird schließlich von den aus den Häusern eilenden Bewohnern unterstützt, wobei Morgan den verwandelten Wolf tötet. Glenn und Enid gehen zunächst in die Kirche, um dort nach versteckten Waffen zu suchen und finden zwei Pistolen. Sie gehen zu Maggie und Glenn beginnt die Beißer abzulenken, welche die Aussichtsplattform mit Maggie umzustürzen drohen. Während Enid zu ihr hochklettert, eliminiert Glenn die Beißer, wird aber von immer mehr von ihnen eingekreist. Er steht mit dem Rücken zum Tor und wird im letzten Moment durch Gewehrsalven von Abraham und Sasha gerettet, die mit Daryl und Patty zurückgekommen sind. Daryl lässt Benzin aus dem Tankwagen in den durch Alexandria fließenden Bach laufen und steckt ihn in Brand. Die Beißer laufen zum Feuer und verbrennen. Am nächsten Morgen haben die alten und neuen Bewohner Alexandrias den Ort zurückerobert und sich vor der Krankenstation versammelt. In der letzten Szene sitzt Rick am Krankenbett des noch bewusstlosen Carl und spricht zu diesem. Er gibt zu, sich in den Bewohnern von Alexandria geirrt zu haben, als er dachte, sie würden nicht kämpfen. Rick erzählt Carl, dass er Alexandria wieder aufbauen und erweitern möchte und dass er zum ersten Mal wieder etwas spürt, was er zuletzt spürte, bevor er (am Beginn der Serie) im Krankenhaus aufwachte: Dass er für Carl die Welt wieder aufbauen und ihm diese zeigen möchte. Als er den bewusstlosen Carl anfleht, nicht zu sterben, beginnt dieser aufzuwachen und ergreift Ricks Hand. |           |                          |                    |                      |                                       |                       |                                   |                 |                  |
| 77 | 10        | Die neue Welt            | The Next World     | 21. Feb. 2016        | 22. Feb. 2016                         | Kari Skogland         | Angela Kang & Corey Reed          | 13,48 Mio.      | —                |
| Einige Zeit nach den Ereignissen der vorherigen Episode ist Carl mit einem Verband über seinem verlorenen Auge wieder wohlauf. Die Beschädigungen in Alexandria wurden repariert und die Leichen innerhalb der Mauern entsorgt. Daryl und Rick machen sich auf, Nahrungsmittel für Alexandria zu suchen. Denise bittet Daryl, nach Medikamenten Ausschau zu halten. Eugene gibt den beiden eine Landkarte mit markierten Agrarhandelstationen, um mit Saatgut Nahrung innerhalb der Mauern anbauen zu können. Rick und Daryl finden an einer Station einen Transporter mit Nahrungsgütern und steigen um. An der nächsten Tankstelle, an welcher Daryl einen Getränkeautomaten sieht, halten sie an und begegnem einem Jesus genannten, jüngeren Mann. Dieser erzählt ihnen, dass er vor einer Herde von Beißern weggelaufen sei und verabschiedet sich wieder. Als ein Knallen hinter der Tankstelle zu hören ist, laufen die beiden nachsehen und finden von Jesus gezündete Knallkörper vor, der inzwischen den Transporter klaut. Daryl kann der Spur des Transporters folgen, er und Rick überwältigen Jesus beim Beheben einer Reifenpanne und lassen ihn gefesselt am Straßenrand zurück. Nach einiger Fahrzeit bemerken sie, dass sich jemand auf dem Dach des Transporters befindet und bremsen abrupt. Während Daryl den heruntergefallenen Jesus zu fangen versucht, stoppt Rick den Transporter an einem See und kümmert sich um einige Beißer. Jesus versucht nun, erneut den Transporter zu entwenden, bewegt jedoch im Kampf mit Daryl den Schalthebel des Wagens aus der Parkstellung. Der Transporter rollt in den See und versinkt. Die beiden nehmen den von der Wagentür k. o. geschlagenen Jesus mit nach Alexandria, da er trotz des versuchten Diebstahls keinen der beiden verletzt und Daryl vor einem Beißer gerettet hat. Sie legen ihn in ein leeres Zimmer im Haus der Krankenstation. Michonne beobachtet Spencer, wie dieser mit einer Schaufel auf dem Rücken in den Wald geht und folgt ihm. Auch Carl und Enid verlassen Alexandria, um im Wald abzuhängen und Comics zu lesen. Als ihnen ein Beißer nahe kommt, bringt ihn Carl zu Fall, weigert sich aber, ihn zu töten und hält auch Enid davon ab. Es stellt sich heraus, dass der Beißer Spencers Mutter Deanna ist. Michonne hilft Spencer bei der Fixierung von Deanna, Spencer tötet und vergräbt sie und nimmt endgültig Abschied von ihr. Am Abend, als Rick und Michonne zusammensitzen, reden und scherzen, berühren sich ihre Hände; die beiden küssen sich und landen im Bett. Im Schlaf werden sie von der Stimme von Jesus geweckt, der sich der Bewachung entziehen konnte und mit Rick reden möchte. |           |                          |                    |                      |                                       |                       |                                   |                 |                  |
| 78 | 11        | Lösung                   | Knots Untie        | 28. Feb. 2016        | 29. Feb. 2016                         | Michael E. Satrazemis | Matthew Negrete & Channing Powell | 12,79 Mio.      | —                |
| Das Verschwinden von Jesus bzw. Auftauchen in Ricks Haus wurde ebenso von Carl, Glenn, Maggie, Daryl, Abraham wahrgenommen, die zu dem Gespräch dazukommen. Jesus berichtet, dass er ihre gute Bewaffnung wie ihre zu Neige gehenden Vorräte wahrgenommen hat und aus einer ähnlichen Gemeinschaft wie Alexandria kommt, die Ackerbau und Viehzucht betreibt. Er lädt sie ein zum Besuch, es wäre eine Tagesreise entfernt. Als Maggie ihn fragt, ob sie Handel mit anderen Gemeinschaften betreiben, meinte Jesus: „Eure Welt wird sich schon bald vergrößern.“ Im Wohnmobil machen sich Rick, Daryl, Abraham Glenn, Maggie und Michonne mit Jesus auf den Weg. Unterwegs sehen sie ein auf der Seite liegendes Fahrzeug, das offensichtlich mit einer Beißergruppe zusammengestoßen ist. Jesus erkennt das Fahrzeug als von seiner Gruppe. Spuren führen in ein Gebäude, wo sich vier Hilltop-Bewohner vor dort herumstreifenden Beißern versteckt halten. Ricks Gruppe befreit sie und setzt die Fahrt fort. Einer der Befreiten ist Gynäkologe. Hilltop ist von Palisaden eingezäunt, das Tor besteht aus zwei Containerwänden, die Wachen haben Speere. Jesus gesteht, dass sie schon lange keine Munition mehr haben. Innerhalb der Umzäunung befinden sich Container und eine große Villa mit einem Turm als Ausguck, die in der alten Welt zuletzt als Geschichtserlebnismuseum diente. In der Villa begegnet die Alexandria-Gruppe dem Boss Gregory, der sie zunächst einlädt, sich „frisch zu machen“, obwohl Rick „nicht nötig“ meint. Rick hält Maggie als Unterhändlerin geeignet. Gregory ist von Jesus unterrichtet und bietet Lebensmittel gegen Arbeit an, während Maggie auf einen Handel aus ist. Das Gespräch endet ohne Ergebnis und Jesus will zum Vermitteln ein paar Tage Zeit, was Michonne zusagt. In diesem Moment trifft ein Hilltop-Trupp, der unterwegs war, ein. Gregory und die Alexandria-Gruppe begibt sich nach draußen. Gregory erfährt, dass ein Mann und eine Frau des Trupps tot sind und es „Negan“ war, und ein weiterer Mann, Craig, gefangengehalten wird. Eine Lieferung war nicht „genug“, berichtet dessen Bruder, der zu den drei Heimkehrern des Trupps gehört. Craig solle jedoch freigelassen werden, wenn er eine Nachricht überbringe. Gleichzeitig sticht er mit einem Messer in Gregorys Bauch, die Alexandriner greifen ein und überwältigen ihn und den weiteren Mann und die Frau des Trupps, wobei Rick im Kampf Craigs Bruder tötet. Gregory wird vom Arzt behandelt. Rick fragt Jesus nach Negan, dessen Name er kennt (Episode 9). Jesus erzählt, dass dieser Anführer der sogenannten Saviors ist, die in Hilltop nach dem Bau der Palisaden auftauchten. Sie forderten die Hälfte von allen Vorräten, der Ernte und dem Viehbestand, damit sie die Hilltop-Bewohner am Leben lassen und prügelten zur Untermauerung einen Minderjährigen tot. Daryl fragt, warum sie die Saviors nicht töten, Jesus antwortet, die Hilltop-Leute sind keine Kämpfer. Rick fragt, wie viele Leute Negan hat, Jesus entgegnet, sie haben Gruppen von 20 gesehen. Daryl schlägt als Deal vor, die Geisel zu befreien, Negan und seine Leute zu töten und dafür Vorräte, Medizin und eine Kuh zu bekommen, in den Gregory Maggie gegenüber einwilligt, auch als diese ebenso die Hälfte fordert. Als Michonne beim Einladen zu Rick sagt, sie freue sich auf den Kampf, sagt Rick: „Wir müssen gewinnen“. Der Gynäkologe macht ein Ultraschallbild von Maggies werdendem Baby, das sie und Glenn auf der Rückfahrt im Wohnmobil herumzeigen. Neben Jesus ist auch Andy darin, der Mann aus dem Rückkehrertrupp, weil er die Örtlichkeit kennt, in der sich Negans Leute aufhalten. |           |                          |                    |                      |                                       |                       |                                   |                 |                  |
| 79 | 12        | Die Nacht vor dem Morgen | Not Tomorrow Yet   | 6. März 2016         | 7. März 2016                          | Greg Nicotero         | Seth Hoffman                      | 12,82 Mio.      | —                |
| Rick kehrt mit seinen Freunden sowie Jesus und Andy zurück nach Alexandria. Bei einer Versammlung in der Kirche teilt er den Deal mit, den Maggie mit Gregory geschlossen hat: für Nahrungsmittel von Hilltop die Saviors zu töten. Auch, weil die Alexandriner deren nächste Opfer sein können, sollten sie den Vorteil einens Überraschungsangriffs nutzen. Nur Morgan fragt, ob nicht die Mitteilung ihrer Kampfentschlossenheit allein an die Saviors genügen würde. Rick stellt klar, dass sich nicht alle an der Tötung beteiligen müssen, jedoch diese zu akzeptieren haben, wenn sie weiterhin Teil der Gemeinschaft bleiben wollen. Morgan fragt Carol an Sams Grab, warum sie Rick nicht erzählt hat, dass er den Wolf heimlich innerhalb der Gemeinschaft gefangen hielt. Carol nennt den Grund nicht, jedoch, dass sie auch Denise, Rosita, Eugene und Tara gebeten hat, darüber zu schweigen. Carol beschenkt andere Mitbewohner mit selbst gebackenen Keksen, darunter Tobin. Zwischen ihr und ihm nimmt kurz darauf eine Romanze mit einem Kuss ihren Anfang. Zu einem Kuss kommt es auch zwischen Tara und Denise, der Tara ihre Liebe gesteht. Demgegenüber zieht Abraham bei Rosita aus, die ihn aufgebracht und unter Tränen fragt, warum. Abraham meint, als sie sich kennenlernten, dachte er, sie sei seine letzte Frau auf der Welt, das sie aber nicht ist. Maggie will beim Angriff auf die Saviors dabei sein und einigt sich mit Glenn darauf, die Operation aus sicherer Entfernung zu überwachen. Carol blickt nachts in ein Tagebuch, in dem sie die von ihr getöteten Menschen notiert hat (Ryan, Karen und David, Lizzie, ungefähr sieben in Terminus und sieben Wölfe) und wird sich ebenfalls nicht direkt am Angriff beteiligen. Mithilfe von Informationen von Andy wird ein Angriffsplan entwickelt. Während der Anreise zur angeblichen Negan-Basis, einer ehemaligen Satellitenstation, sucht die Gruppe einen Beißer, der Gregory sehr ähnlich sieht. Dessen Kopf soll als Tauschgabe herhalten, um zunächst die Geisel Craig bei den Saviors auszulösen, damit sie beim Angriff nicht innerhalb des Gebäudes gefährdet ist. Der nächtliche Angriff soll die Savior im Schlaf überraschen. Die beiden Wachen werden während des Tauschgeschäftes erstochen. Mit Gewehren in Anschlag dringt Ricks Gruppe ins Gebäude und in die Zimmer ein und beginnt, die Schlafenden zu erstechen. Ein Savior, der kurz darauf vom Zimmer in den Gang tritt, drückt einen Alarmknopf. Nun schießen Ricks Leute auf die aus ihren Zimmern laufenden Saviors und können sie ohne Verluste töten. Als es Tag geworden ist, brechen Heath und Tara von der Satellitenstation zu einer zweiwöchigen Besorgungstour auf; danach wird ein letzter Savior beim Versuch, mit Daryls Motorrad vom Gelände zu fliehen, gestellt. Über das Funkgerät, das der Mann bei sich trägt, wendet sich eine Frau an Rick und teilt die Gefangennahme von Maggie und Carol mit. |           |                          |                    |                      |                                       |                       |                                   |                 |                  |
| 80 | 13        | Im selben Boot           | The Same Boat      | 13. März 2016        | 14. März 2016                         | Billy Gierhart        | Angela Kang                       | 12,53 Mio.      | —                |
| Carol hat es abgelehnt, am Überfall teilzunehmen und wartet mit der schwangeren Maggie im Wald vor der Umzäunung. Als der Alarm ertönt und Schüsse fallen, will Maggie ihren Freunden zur Hilfe eilen, wird aber von Carol aufgehalten. Beide bemerken nicht, dass sie umzingelt werden. Ein Savior nähert sich den beiden mit gezogener Waffe und wird von Carol angeschossen. Dies verhindert dennoch nicht, dass Maggie und Carol von dessen drei Begleiterinnen gefangen genommen werden. Die Anführerin Paula informiert mittels eines Funkgerätes Ricks Gruppe darüber. Rick bietet ihr daraufhin an, seine Geisel, einen Mann namens Primo, gegen Carol und Maggie einzutauschen und Paulas Gruppe unversehrt entkommen zu lassen, doch sie geht nicht darauf ein. Sie teilt ihm mit, sich nach einer Bedenkzeit wieder bei ihm melden zu wollen. Carol und Maggie werden daraufhin gefesselt und in ein ehemaliges Schlachthaus gebracht, das den Saviors als Notfallzuflucht dient. Die verwinkelten Gänge des Gebäudes sind voller strategisch platzierter Beißer, aufgespießt oder angekettet, die ein Eindringen von Fremden verhindern sollen. Paulas Gruppe wartet auf die per Funk angeforderte Verstärkung. Carol täuscht eine Panikattacke vor, wonach den Gefangenen die Knebel entfernt werden. Carol kann ihre Kette mit Kruzifix greifen, die eine Schneide besitzt. Sie bittet eine der Frauen, Molly, aus Rücksicht um Maggies Baby nicht in Maggies Gegenwart zu rauchen. Erst als Michelle, die dritte Frau im Bunde, Carols Bitte Nachdruck verleiht, lenkt Molly ein. Der von Carol angeschossene Donnie fordert Rache für seine Verletzung ein und geht prügelnd auf Carol los. Er wird von Paula aufgehalten, die ihn bewusstlos schlägt. Sie lässt Maggie von Michelle in einen anderen Raum bringen und über ihren Herkunftsort (Alexandria) ausfragen. Währenddessen fragt Rick über Funk Paula, wo der Gefangenenaustausch gemacht werden soll. Paula entgegnet, dass sie noch nichts entschieden hat. Sie und Carol tauschen sich unter anderem darüber aus, welche der beiden Gruppen „böse“ sei. Als Carol kundtut, dass Paula sterben werde, wenn sie den Deal nicht eingehe, nimmt Paula erneut Kontakt zu Rick auf und bestellt ihn an einen Wegweiser in der Umgebung. Sie vermutet, dass Rick den Aufenthaltsort ausfindig macht und will ihn zu dritt mit Waffen am Eingang erwarten. Carol schneidet nun ungestört ihre Fesseln auf und befreit die ebenfalls alleingelassene Maggie. Carol will einfach fliehen, doch Maggie besteht darauf, die Saviors zu töten. Donnie ist mittlerweile an seinem Blutverlust verstorben. Maggie bindet ihn an einem Seil fest, das zur Tür reicht. Als Molly wieder in den Raum tritt, wird sie von Donnie gebissen und von Maggie in Rage totgeschlagen. Die beiden nehmen Mollys Waffe und fliehen. Paula entdeckt das Geschehene und die beiden Frauen am von Beißern bewachten Ausgang. Paula schießt ihre Pistole leer, dann hält Carol sie mit Mollys Waffe in Schach und fleht sie an, zu fliehen. Als sich ein Beißer von seinem Spieß löst und Carol von hinten angreift, schießt sie und trifft Paula an der Schulter, während Maggie den Beißer tötet. Der Schuss ruft Michelle herbei, die von Maggie angegriffen wird. Maggie scheint gegen Michelles Messer ohne Chance, doch Carol schießt dieser in den Kopf. In einem Gang finden die beiden Paula, die sich sarkastisch darüber amüsiert, dass sie sich von Carols unsicherem Auftreten täuschen ließ. Sie fragt Carol, wovor sie Angst habe und diese sagt „davor“ hinsichtlich der Pistole in der Hand. Vergeblich bittet sie Paula, wegzulaufen. Paula schlägt Carol die Pistole aus der Hand und wird im Handgemenge von ihr in einen Pfahl geworfen und vom danebenstehenden Untoten angefallen. Über Funk meldet sich die Verstärkung. Carol imitiert Paulas Stimme und lotst sie zur Schlachtgasse. Einen Raum haben die beiden Frauen mit Benzin präpariert. Als die fünf Männer dort hineingehen, werden sie eingeschlossen und per dazugeworfener Zigarette bei lebendigem Leib verbrannt. Auf dem Weg nach draußen treffen die Frauen auf Rick und die anderen. Primo wird von Rick erschossen, als dieser behauptet, jener Negan zu sein, nach dem sie suchen. |           |                          |                    |                      |                                       |                       |                                   |                 |                  |
| 81 | 14        | Keine Gleise             | Twice As Far       | 20. März 2016        | 21. März 2016                         | Alrick Riley          | Matthew Negrete                   | 12,69 Mio.      | —                |
| Rosita geht mit Spencer ins Bett; Carol bemerkt, dass Daryl sein Motorrad wiederhat. Als sie davon spricht, dass es diejenigen genommen haben, die er im verbrannten Wald gerettet hat (Episode 6), meint Daryl, er hätte sie töten sollen. Zwei Trupps aus fünf Leuten gehen aus Alexandria heraus. Eugene zeigt Abraham eine Bleigießerei, in der er sich vorstellt, Munition herstellen zu können. Eugenes Selbstbewusstsein hat sehr zugenommen und so möchte er auch den in der Gießerei befindlichen Beißer selbst liquidieren. Da diesem Blei auf den Kopf geflossen ist, bleibt sein Machetenhieb allerdings ohne Wirkung und Abraham kommt Eugene im Handgemenge mit dem Beißer zu Hilfe. Darauf reagiert dieser sauer und ein Streitgespräch endet damit, dass Abraham alleine zurückgeht, da Eugene geäußert hat, seinen Schutz nicht mehr zu benötigen. Denise möchte zu einer Boutique, in der in der früheren Zeit auch eine kleine Apotheke untergebracht war. Daryl und Rosita begleiten sie. Als die Straße durch einen umgestürzten Baum blockiert ist, gehen sie zu Fuß weiter, Daryl die Straße entlang, obwohl Denise ihm sagt, dass sie über die Gleise nur die halbe Zeit benötigen würden. Sie folgt ihm dennoch und nur Rosita nimmt die Abkürzung. Sie und Daryl verstauen die gefundenen Medikamentenvorräte in zwei Rucksäcke. Auf dem Rückweg über die Gleise sieht Denise in einem Auto einen Beißer mit einer Kühlbox, die sie entgegen dem Rat der anderen aus dem Fahrzeug holen will. Sie agiert unglücklich, der Beißer fällt mit ihr zu Boden, aber sie hält die anderen davon ab, ihr zu helfen und stößt dem Untoten ihr Messer in den Kopf. Auf Vorwürfe von Daryl antwortet sie kämpferisch, es sei gut gewesen, sich ihren Ängsten zu stellen. Da tritt ein Pfeil aus ihrem Auge heraus und Dwight und ein Dutzend Saviors kommen mit dem gefangen genommenen Eugene aus dem Wald neben der Bahnstrecke heraus. Der an der linken Kopfseite großflächig verbrannte Dwight gibt zu, er wollte mit Daryls Armbrust eigentlich einen anderen treffen und Daryl sagt ihm, dass er ihn damals hätte töten sollen. Eugene erblickt den versteckten Abraham und macht Dwight auf ihn aufmerksam. Doch Abraham wechselte die Stellung und feuert auf die Saviors, der kniende Eugene beißt Dwight in die Genitalien. Daryl und Rosita nehmen wieder ihre Gewehre auf und es gibt ein Feuergefecht. Schließlich verschwinden Dwight und nur noch vier restliche Saviors im Wald. Eugene hat einen Streifschuss erlitten und wird mit einem in der Apotheke gefundenen Antibiotikum behandelt. Er und Abraham versöhnen sich wieder. Abraham macht Sasha eine Avance und die bittet ihn in ihr Haus. Denise wird beerdigt. Tobin erhält einen Abschiedsbrief von Carol: Obwohl sie alle in Alexandria liebt, möchte sie nicht mehr ständig für die Gemeinschaft kämpfen und töten. Deshalb werde sie Alexandria verlassen. Man solle ihr nicht folgen. |           |                          |                    |                      |                                       |                       |                                   |                 |                  |
| 82 | 15        | Nach Osten               | East               | 27. März 2016        | 28. März 2016                         | Michael E. Satrazemis | Scott M. Gimple & Channing Powell | 12,38 Mio.      | —                |
| Carol packt Vorräte in einen Rucksack; als Tobin eintritt, versteckt sie ihn. Des Nachts geht sie und hinterlässt ihm den Brief. Glenn und Maggie duschen zusammen. Rick und Michonne erwachen umschlungen und Rick verbreitet Zuversicht. Daryl fährt mit dem Motorrad weg und Michonne, Glenn und Rosita folgen ihm, vermutend, dass er zu den Gleisen gefahren ist. Tobin übergibt Rick den Abschiedsbrief und stellt fest, dass Carol mit einem für die Beißer vor dem Tor mit Stangen und Rohren drapierten Wagen weggefahren ist. Ein Pick-up mit fünf Saviors kommt ihr entgegen und einer der Dreien auf der Ladefläche schießt ihre linksseitigen Reifen platt. Beide Autos halten an. Carol wird aus der Entfernung mit vorgehaltener Waffe vom Schützen befragt und gibt eine falsche Identität an. Doch die Saviors wissen, dass vor Alexandria solche Wagen mit Speeren stehen und möchten Carol dorthin mitnehmen. Hyperventilierend bittet sie Carol, nach Hause zu fahren, damit niemanden etwas passiert. Der Schütze jedoch entgegnet süffisant, dass jemandem etwas passieren werde. Der Beifahrer spornt ihn an, Carol schießt das Magazin der in ihrem Jackenärmel versteckten MP leer und tötet zwei Saviors auf der Ladefläche. Der Fahrer läuft mit einer Pistole schießend auf sie zu; hinter ihrem Wagen versteckt kann ihn Carol mit einer der Lanzen durchbohren, um mit seiner Pistole den hinter dem anderen Wagen lauernden Schützen zu treffen. Den zusammengesunkenen Beifahrer überprüft sie nicht, dieser verfolgt sie verletzt. Morgan und Rick fahren auf der Suche nach Carol Richtung Osten, kommen zur Stelle des Kampfes und verfolgen zu Fuß eine Blutspur. Morgan spricht den Mord von Carol an Karen und David an (Staffel 4), doch Rick hat nun seine Meinung geändert und heißt ihn gut. Morgan erzählt ihm die Geschichte des von ihm gefangen gehaltenen Wolfes, der Denise rettete und diese dann Carl. Rick fragt vor Überraschung nach. Nachdem sie während einer Auseinandersetzung mit Beißern aus der Ferne einen Überlebenden sehen, der sein Pferd sucht, entscheidet Morgan, Carol alleine zu verfolgen, da Rick in Alexandria gebraucht wird. Dort spürt Maggie einen starken Unterleibsschmerz. Michonne, Glenn und Rosita finden Daryl und wollen, dass er nach Alexandria zurückkehrt und dass sie von dort aus das weitere Vorgehen planen. Doch Daryl meint, er kann das nicht, geht und Rosita folgt ihm. Die beiden Zweiergruppen werden von Saviors um Dwight gefangen genommen, wobei Daryl von Dwight angeschossen wird. |           |                          |                    |                      |                                       |                       |                                   |                 |                  |
| 83 | 16        | Der letzte Tag auf Erden | Last Day on Earth  | 3. Apr. 2016         | 4. Apr. 2016                          | Greg Nicotero         | Scott M. Gimple & Matthew Negrete | 14,20 Mio.      | —                |
| Eine Saviorgruppe jagt und stellt einen nassen, blutverschmierten Mann aus einer tributpflichtigen Gemeinschaft, die einen Aufstand versucht hatte. Die Saviors ziehen ihn an den Beinen auf eine Straße und postieren sich hinter ihm vor drei Fahrzeugen. Morgan findet das gesuchte Pferd und setzt auf ihm die Suche nach Carol fort; mit dem gleichen Ziel schleppt sich der in den Rücken getroffene Savior immer schwerer vorwärts. Morgan findet vor einem Haus die gleichfalls verletzte Carol und legt ihr einen Verband an; der Schütze hatte sie im vorhergegangenen Kampf mit seinem Messer verwunden können. Carol erklärt Morgan nochmals ihre Logik: „Wenn man Menschen mag, sind das Menschen, für die man töten würde; wenn man nicht töten will oder es nicht kann, muss man sie verlassen.“ Morgan erklärt, ganz alleine würde sie sterben und er kann sie nicht alleine lassen. Carol bittet ihn, zu gehen. Nachdem Morgan draußen einen Beißer erledigt hat, findet er Carol nicht mehr im Haus vor und besteigt erneut das Pferd. Carol wird nach einem Kampf mit einem Beißer vom verfolgenden Savior zu Boden gerissen, er nimmt ihre Pistole an sich und will sie im Gedenken seiner getöteten Freunde langsam sterben lassen. Er schießt ihr in den Arm, dann ins Bein, pausiert kurz, und als er weiter schießen will, findet er Morgans Pistole auf sich gerichtet. Er ignoriert Morgans Worte, dass er überleben kann, wenn er die Waffe fallen lässt und wird von ihm erschossen. Zwei an Ritter erinnernde Männer tauchen auf, Morgan teilt dem einen mit, dass er dessen Pferd gefunden hat und Hilfe benötigt; der Mann (aus Episode 15) sagt mit Handschlag zu. Rick, Abraham, Sasha, Eugene, Carl und Aaron brechen mit dem Wohnmobil nach Hilltop auf, um Maggie vom Gynäkologen untersuchen zu lassen. Sie stoßen auf die postierte Saviorgruppe, Rick führt ein Wortgeplänkel mit deren Wortführer, zuletzt fragt er ihn, ob dieser Tag deren letzter auf Erden sein soll und der Wortführer fragt ihn, was wäre, wenn es der letzte Tag auf Erden für ihn wäre oder für jemanden, den er liebt. Die Alexandria-Gruppe wendet das Wohnmobil und Eugene sucht auf der Karte einen anderen Weg. Abraham als Fahrer spricht romantisch mit Sasha neben ihm, da stoßen sie auf vier blockierende Fahrzeuge mit noch mehr Saviors. Diesmal kehren sie ohne auszusteigen direkt um. Ihre Mienen werden sorgenvoller, sie haben bemerkt, dass es verschiedene Saviorgruppen waren. In einem Hohlweg sind das nächste Hindernis quer über die Fahrbahn aneinandergekettete Beißer. Mit einer Axt und Schüssen lösen sie die Kette auf; von Saviors hinter den Böschungen wird neben ihre Füße gezielt. Mit knapper werdendem Benzin fahren sie in die offensichtlich von den Saviors gewünschte Richtung weiter, doch dort stoßen sie auf eine dritte, noch größere Fahrzeugblockade mit noch mehr Saviors. Eine vierte Blockade nach einer Brücke besteht aus einem riesigen Haufen Baumstämmen, der unsichtbar angezündet wird, während der anfangs Gefangene an der Brücke erhängt wird. Eugene soll die Saviors nun alleine fahrend ablenken, während die anderen mit Maggie auf einer Trage zu Fuß den Weg nach Hilltop suchen. Als das Pfeifen der Saviors ertönt, laufen sie noch ein Stück weiter und finden sich auf einer plötzlich beleuchteten Waldlichtung wieder, umringt von einer gewaltigen Überzahl Saviors, von denen Eugene bereits gefangen genommen wurde. Der Wortführer von anfangs lässt alle auf die Knie gehen. Die (in Episode 15) zuvor gefangenen genommenen Daryl, Glenn, Michonne und Rosita werden dazugereiht, dann der Boss angekündigt. Negan lässt sich Rick zeigen und kündigt ihm an, es in ein paar Minuten bedauern zu werden, ihn mit dem Töten vieler seiner Leute herausgefordert zu haben. Er erklärt die neue Weltordnung, dass sie von nun an für ihn zu arbeiten und ihm zu geben haben, was sie haben. Je mehr sie sich dagegen wehren, desto härter wird ihr Leben werden. Er stellt Lucille, seinen mit Stacheldraht umwickelten Baseballschläger vor, mit dem er gleich einen von ihnen zur Strafe besinnungslos prügeln wird. Als er überlegt, ob es Maggie sein wird, wirft sich Glenn nach vorne; Negan macht darauf aufmerksam, dass, wenn jemand nochmals die kniende Reihe verlässt, er ihn umbringen werde. Negan läuft mit einem Abzählreim die Reihe ab. Als er sein Opfer gefunden hat, schlägt er wiederholt kräftig zu. |           |                          |                    |                      |                                       |                       |                                   |                 |                  |

## Produktion
Die Dreharbeiten zur sechsten Staffel begannen am 4. Mai 2015.